# Gianni Vernuccio
Gianni Vernuccio (Il Cairo, 30 maggio 1918 – Como, 2007) è stato un regista, montatore e produttore cinematografico italiano.

## Biografia
Nato in Egitto, al Cairo, dove la famiglia si era trasferita, parte per Roma dove frequenta i corsi di regia del Centro sperimentale di cinematografia, dopo il diploma lavora presso l'Istituto Luce come montatore nel campo dei cortometraggi e documentari, poi come regista di documentari.
Nel 1944 si occupa di montaggio per alcuni film realizzati al Cinevillaggio della Giudecca a Venezia.
Nel 1945 trovandosi a Milano riprende a Piazzale Loreto, insieme all'operatore Massimo Dallamano filma i cadaveri di Benito Mussolini, Claretta Petacci e degli altri gerarchi del fascismo esposti nella piazza.
Sempre nel 1945 inizia la lavorazione, nel capoluogo lombardo, del suo primo lungometraggio Uomini senza domani che uscirà solo tre anni dopo,
Dopo una parentesi in Egitto dove gira due film, riprende l'attività a Roma, con il film Canzoni a due voci del 1953, al quale seguiranno altre 12 pellicole dove cura oltre alla produzione, la regia, la fotografia, il montaggio, sino al 1972 quando chiuderà la sua attività.

## Filmografia

### Cinema
- Uomini senza domani (1945)
- Camelia (1947)
- Sangue sul deserto (1949)
- Murra min nar (1950)
- Canzoni a due voci (1953)
- Il tesoro del Bengala (1953)
- La peccatrice del deserto (1954)
- Le avventure di Cartouche (1955)
- Gli amanti del deserto (1956)
- L'inferno addosso (1959)
- A due passi dal confine (1961)
- Gli italiani si divertono così (1961)
- L'uomo che bruciò il suo cadavere (1964)
- Un amore (1965)
- La lunga notte di Veronique (1966)
- Paolo e Francesca (1971)

### Documentari
- Il paese delle fisarmoniche (1942)
- Piccoli alpini (1942)
- Il circo (1943)
- Il Giorgione dei pioppi (1949)
- Arminie del Verbano (1949)